# Pero Lopes de Sousa, Senhor de Alcoentre e Tabarro
Pero Lopes de Sousa (morto em Alcácer-Quibir, 1578) foi um fidalgo português do século XVI. Era filho e herdeiro de Martim Afonso de Sousa, fidalgo e navegador português mais conhecido por ter iniciado a colonização do litoral do atual Brasil. Herdou as posses de seu pai após a sua morte em 1564. Morreu em 1578, na batalha de Alcácer-Quibir. 

## Vida
Pero Lopes de Sousa era filho primogénito de Martim Afonso de Sousa e de sua legítima esposa Ana Pimentel, oriunda de nobre família espanhola. Em data incerta, casou-se sem o consentimento de seus nobres pais com uma mulher de nobreza inferior, Ana da Guerra, filha do escrivão da puridade do Senhor Infante D. Luís, Francisco Pereira. 
Dessa união nasceram Mariana de Sousa Guerra (que viria a casar com Francisco de Faro, futuro Conde do Vimieiro ), Martim Afonso de Sousa (que também foi morto em combate na Batalha de Alcácer Quibir, lutando ao lado de seu pai),  Lopo de Sousa, que sendo filho secundogénito viria a ser o herdeiro , visto que o irmão primogénito morreu juntamente com o pai), Miguel de Sousa e Manuel de Sousa (que depois de professar se fez chamar frei António de Sousa).
Em 1564, herdou do pai a capitania de São Vicente,  da qual foi o 2.º donatário. Foi feito alcaide-mor de Rio Maior e tornou-se senhor do morgado de Alcoentre e Tagarro. Esteve entre os fidalgos convocados por El-Rei rei Sebastião I (r. 1557–1578) para participar na expedição contra o Sultanato Saadiano (atual Marrocos) e foi morto em combate na Batalha de Alcácer-Quibir, junto com seu filho primogénito Martim Afonso de Sousa. Foi sucedido por seu filho Lopo de Sousa.